# ГЕС Fùchūnjiāng
ГЕС Fùchūnjiāng (富春江水电站) — гідроелектростанція на сході Китаю у провінції Чжецзян. Використовує ресурс із річки Фучун, яка впадає до Східнокитайського моря у місті Ханчжоу.
В межах проекту річку перекрили бетоною гравітаційною греблею висотою 48 метрів та довжиною 540 метрів, яка потребувала 650 тис м3 матеріалу. Вона утримує водосховище з площею поверхні 56 км2 та об’ємом 440 млн м3, в якому припустиме коливання рівня у операційному режимі між позначками 21,5 та 23 метра НРМ (під час повені рівень може зростати до 28,2 метра НРМ, а об’єм – до 876 млн м3). Біля правого берегу облаштовано судноплавний шлюз із розмірами камери 300х23 метра.
Інтегрований у греблю машинний зал обладнаний шістьома турбінами типу Каплан потужністю по 60 МВт які використовують напір від 16 до 22 метрів (номінальний напір 18 метрів) та забезпечують виробництво 923 млн кВт-год електроенергії на рік.
Видача продукції відбувається по ЛЕП, розрахованим на роботу під напругою 220 кВ та 110 кВ.